# Benny James
Benny James (* um 1905; † nach 1934) war ein US-amerikanischer Jazzmusiker (Banjo, Gitarre).

## Leben und Wirken
Benny James arbeitete ab den späten 1920er-Jahren in New York City u. a. mit Chick Webbs Harlem Stompers, Adelaide Hall & Lew Leslies Blackbirds Orchestra („I Must Have That Man“, Brunswick Records, 1928). Ab den frühen 1930er-Jahren gehörte er der Mills Blue Rhythm Band an; außerdem nahm er mit King Carter and His Royal Orchestra auf. Im Mai 1933 bekam er die Gelegenheit, im Duke Ellington Orchestra als Ersatz für den Gitarristen Fred Guy in dem Soundie Bundle of Blues (Regie und Produktion Fred Waller) aufzutreten. In den folgenden Jahren spielte er weiterhin in der Mills Blue Rhythm Band, außerdem bei Todd Rollins And His Orchestra.  Im Bereich des Jazz war er zwischen 1927 und 1934 an 31 Aufnahmesessions beteiligt.